# Deperdussin TT

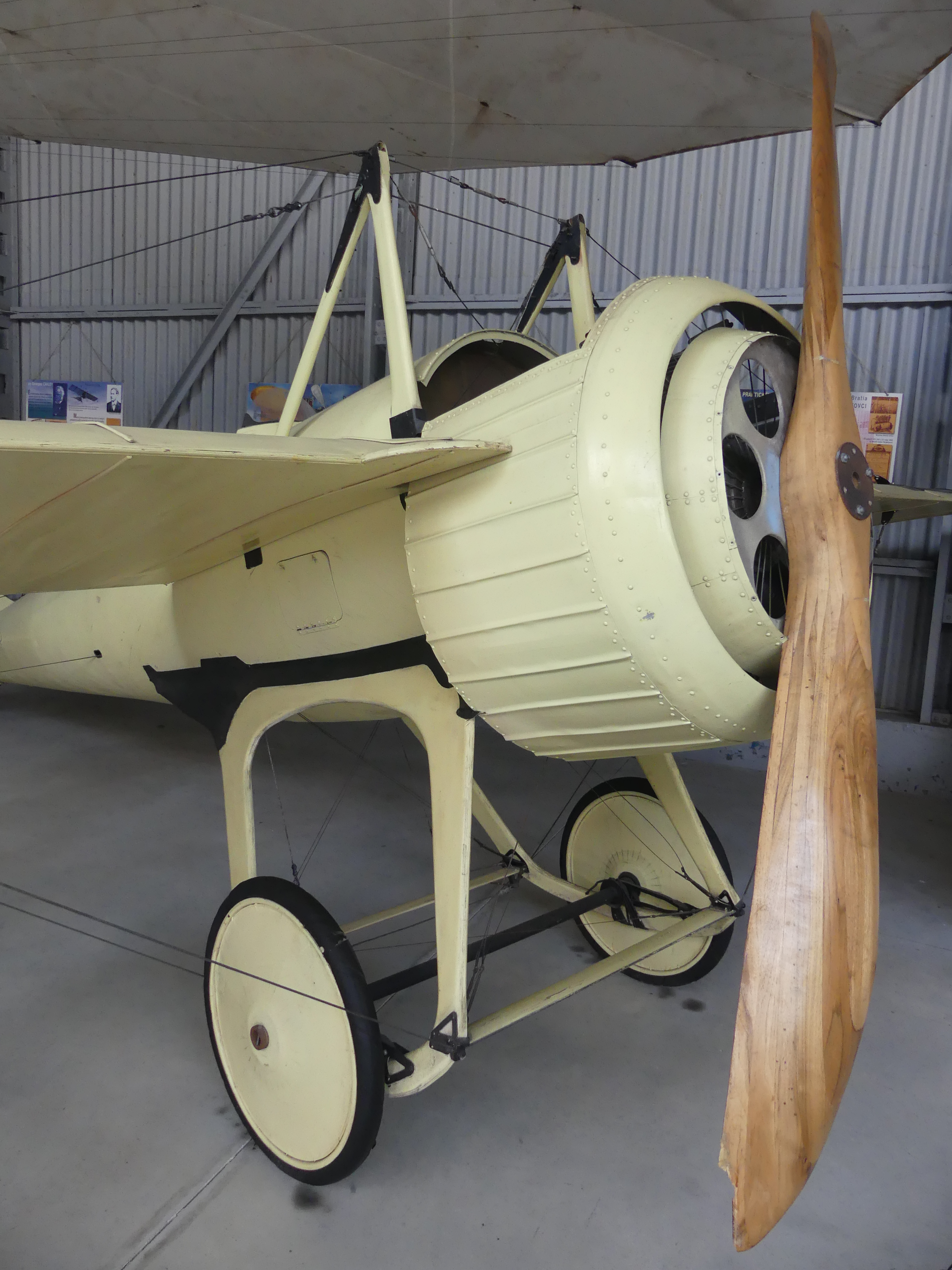
Deperdussin v Muzeu letectví Košice (Slovensko).

Deperdussin TT byl francouzský jednoplošník vyráběný společností Société de production des aéroplanes Deperdussin (později Société Pour L'Aviation et ses Dérivés - SPAD). Po svém zavedení v roce 1912 byl široce užíván francouzským Aviation Militaire v období před první světovou válkou. V únoru 1914 došlo k experimentální instalaci kulometu na letadlo, ale tato úprava nebyla zavedena do služby.
Řada letounů byla užívána námořním křídlem britského Royal Flying Corps a jeden z nich byl opatřen plováky se kterými vzlétal z jezera Windermere.

## Uživatelé
- Belgie
  - Belgické letectvo
- Francie
  - Francouzské letectvo
- Osmanská říše
  - Osmanské vzdušné síly
- Paraguay
  - Paraguayské letectvo
- Portugalsko
  - Portugalské letectvo
- Ruské impérium
  - Letectvo carského Ruska
- Spojené království
  - Royal Flying Corps
    - 3. peruť RFC

  - Royal Naval Air Service
- Srbské království
  - Srbské letectvo
- Španělsko
  - Španělské letectvo

## Specifikace

### Technické údaje
- Posádka: 2
- Délka: 7,92 m
- Rozpětí: 10,97 m
- Výška: 2,69 m
- Hmotnost: 725 kg
- Pohonná jednotka: 1 × rotační motor Gnome
- Výkon pohonné jednotky: 60 kW (80 hp)

### Výkony
- Maximální rychlost: 114 km/h
- Vytrvalost: 2 hodiny a 20 minut